# Caumont-sur-Durance
 Caumont-sur-Durance  es una población y comuna francesa, en la región de Provenza-Alpes-Costa Azul, departamento de Vaucluse, en el distrito de Apt y cantón de Cavaillon.
Está integrada en la Communauté d'agglomération du Grand Avignon.
La expresión sur-Durance se añadió al nombre de la comuna en 1953.

## Demografía
| 1 468 | 1 585 | 1 631 | 1 649 | 1 927 | 1 886 | 2 003 | 2 009 | 1 975 | 2 017 | 1 829 | 1 860 | 1 773 | 1 570 | 1 509 | 1 482 | 1 463 | 1 533 | 1 487 | 1 403 | 1 234 | 1 306 | 1 412 | 1 396 | 1 376 | 1 453 | 1 487 | 1 637 | 1 951 | 2 598 | 3 717 | 4 253 | 4 429 | 4 554 |
| Para los censos de 1962 a 1999 la población legal corresponde a la población sin duplicidades (Fuente: INSEE [Consultar]) |       |       |       |       |       |       |       |       |       |       |       |       |       |       |       |       |       |       |       |       |       |       |       |       |       |       |       |       |       |       |       |       |       |